# Mazací guma

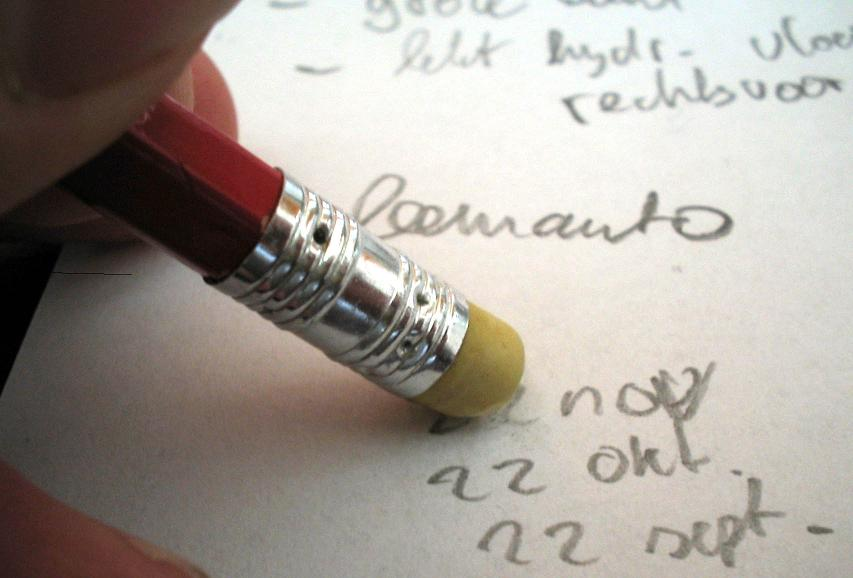
Mazací konec tužky

Mazací guma (též: mazací pryž) je kaučuková pryž používající se převážně k mazání tužkou psaných poznámek. Mohou se jí mazat také pastelky.
Mazací pryž byla vynalezena 15. dubna 1770 Angličanem Josephem Priestleyem, jenž tehdy objevil, že kaučuková pryž dovážená z Jižní Ameriky může být použita k mazání tužkou psaných poznámek. Mazací pryž je vyráběna v mnoha různých barvách, velikostech a tvarech, jež mohou mít i rozdílné vlastnosti (měkké, tvrdé a polohrubé).
Dne 30. března 1858 si nechal Američan Hymen Lipman patentovat pryž připevněnou na druhém konci tužky.